# Colome
Colome és una població dels Estats Units a l'estat de Dakota del Sud. Segons el cens del 2000 tenia 340 habitants.

## Demografia
Segons el cens del 2000, Colome tenia 340 habitants, 148 habitatges, i 95 famílies. La densitat de població era de 486,2 habitants per km².
Dels 148 habitatges en un 31,8% hi vivien nens de menys de 18 anys, en un 53,4% hi vivien parelles casades, en un 8,1% dones solteres, i en un 35,8% no eren unitats familiars. En el 34,5% dels habitatges hi vivien persones soles el 18,2% de les quals corresponia a persones de 65 anys o més que vivien soles. El nombre mitjà de persones vivint en cada habitatge era de 2,29 i el nombre mitjà de persones que vivien en cada família era de 2,93.
Per edats la població es repartia de la següent manera: un 27,4% tenia menys de 18 anys, un 7,1% entre 18 i 24, un 24,4% entre 25 i 44, un 22,4% de 45 a 60 i un 18,8% 65 anys o més.
L'edat mediana era de 38 anys. Per cada 100 dones de 18 o més anys hi havia 83 homes.
La renda mediana per habitatge era de 26.771 $ i la renda mediana per família de 31.875 $. Els homes tenien una renda mediana de 23.281 $ mentre que les dones 18.917 $. La renda per capita de la població era de 12.844 $. Entorn del 23,6% de les famílies i el 21,3% de la població estaven per davall del llindar de pobresa.

## Poblacions més properes
El següent diagrama mostra les poblacions més properes.